# سعيد أبو الريش
سعيد محمد خليل أبو الريش (1 مايو 1935 - 29 أغسطس 2012) كان كاتباً وصحفياً فلسطينياً.

## حياته
ولد سعيد أبو ريش في العيزرية لعائلة فلسطينية، وكان الأكبر من بين سبعة إخوة. درس في القدس. كان والده يعمل لصالح صحيفة ديلي ميل وبعيد النكبة انتقل بعائلته إلى بيروت. بعد انقضاء عام من انتقال العائلة إلى بيروت، توجه سعيد أبو ريش إلى أمريكا ليكمل تعليمه، فدرس في مدرسة وستاون في بنسلفانيا، مدرسة داخلية تابعة لطائفة الكويكرز ثم أكمل تعليمه الجامعي في برينستون وجامعة شيكاغو حيث إلتقى بزوجته الأولى برودنس كوبر. عاد بعدها إلى بيروت حيث عمل مراسلا في إذاعة أوروبا الحرة. هاجر بعدها مجددا إلى الولايات المتحدة حيث عمل في مجال الإعلان في وكالة تد بيتس في نيو يورك.
في السبعينات انتقل إلى لندن وعمل مستشاراً للشؤون الأمريكية لصدام حسين وكان له دور في صفقات السلاح، لكنه استقال من منصبه هذا في بداية الثمانينات احتجاجاً على استخدام صدام للسلاح الكيماوي ضد المواطنين العراقيين. منذ عام 1983 اعتاش من تأليف مقالات نشرها في مختلف الصحف وكتب 11 كتاباً. استمر بالعيش في لندن حتى عام 2001 وكان شخصية معروفة في الحياة الاجتماعية هناك. انتقل بعدها إلى جنوب فرنسا حيث شخص لديه مرض باركنسون وعاد عام 2008 ليعيش في مسقط رأسه العيزرية حيث توفي في 29 أغسطس 2012 من الفشل القلبي.

## مؤلفاته
ألف سعيد أبو ريش 11 كتابًا باللغة الإنجليزية منذ عام 1983 وترجم بعضها إلى العربية.
- أطفال بيت عنيا: قصة عائلة فلسطينية. مطبعة جامعة إنديانا 1988.
- ابك يا فلسطين: من داخل الضفة الغربية. بلومسبري، لندن 1991.
- المؤمنون المنسيون: مسيحيو الأراضي المقدسة، كوارتيت، لندن، 1993.
- صعود، فساد والسقوط المرتقب لآل سعود، بلومسبري، لندن، 1994.
- صداقة قاسية: الغرب والنخب العربية، فيكتور جولانشز، لندن 1997.
- عرفات: من المدافع إلى الدكتاتور، بلومسبري، لندن 1998.
- صدام حسين: سياسات الانتقام، بلومسبري، نيو يورك، 1999.
- جمال عبد الناصر: أخر العرب، ثوماس ديون/سانت مارتن برس، نيو يورك 2004. (نشرت مركز دراسات الوحدة العربية ترجمته)